# 董速
董速（1918年—1994年），原名董雪蘅，女，吉林榆树人，中国作家、文艺评论家、政治人物，曾任中共吉林省委宣传部部长，吉林省文学艺术界联合会主席，吉林省人大常委会原副主任。